# Kamala (fribrottare)
James Arthur Harris, mer känd under ringnamnet Kamala, född 28 maj 1950 i Senatobia i Mississippi, död 9 augusti 2020 i Brooklyn i New York, var en amerikansk professionell wrestlare. Som "Kamala", skildrade han en skrämmande och enfaldig ugandier vilken brottades barfota i krigsmålning och höftskynke, som äntrade ringen med en afrikansk mask och bar spjut och sköld, ledd av den maskerade "hanteraren" Kim Chee (oftast porträtterad av Steve Lombardi). Kamala är mest känd för sina uppträdanden i World Wrestling Federation/Entertainment (WWE) på mitten av 1980-talet och början av 1990-talet.